# إيتابس
إيتابس (بالإنجليزية: ETABS)‏ برنامج كمبيوتر يستند إلى نظرية العناصر المحدودة مخصص لتحليل وتصميم الجمل الإنشائية للمباني حصراً. بدأت فكرة تصميمه في عام 1963 حيث أنتجت النسخة الأولى في جامعة بيركلي في ولاية كاليفورنيا في الولايات المتحدة الأمريكية عام 1984. وطورت في ما بعد نسخ عديدة من البرنامج. وتم استخدام النسخة 8.4 من برنامج الإيتابس في نمذجة برج خليفة أطول بناء في العالم حالياً لتحليله إنشائياً تحت تاثير الحمولات الشاقولية والجانبية (الرياح والزلازل) وباعتبار تاثيرات بي-ديلتا (P-delta)
يستخدم لتصميم المنشآت المختلفة حيث يتم إدخال المسقط الأفقي للطابق المراد تصميمه في البرنامج، وعن طريق عدة أوامر يتم البرنامج بحله والمراد بحله هنا هو أن يخبرنا البرنامج هل الأبعاد وكميات الحديد المدخلة في الحسابات كافية أم تحتاج للزيادة